# Polyplax praecisa
Polyplax praecisa är en insektsart som först beskrevs av Neumann 1902.  Polyplax praecisa ingår i släktet Polyplax och familjen ledlöss. Inga underarter finns listade i Catalogue of Life.